# Niki van Sprang
Nicolas „Niki“ van Sprang (* 14. Juni 1993 in Berlin) ist ein niederländischer Ruderer. Er gewann bis 2023 eine Silbermedaille bei Weltmeisterschaften sowie je eine Silber- und Bronzemedaille bei Europameisterschaften.

## Sportliche Karriere
Niki van Sprang begann als Jugendlicher bei der Roeivereniging Pampus in Almere. Bei den Junioren-Weltmeisterschaften 2011 wurde er Fünfter im Doppelvierer. Bei den U23-Weltmeisterschaften 2014 belegte er mit dem Achter den achten Platz. Seine eigentliche Ruderkarriere begann erst nach der Rückkehr von der University of California, Berkeley. 2017 debütierte er im Ruder-Weltcup. Bei den Europameisterschaften 2017 belegte er den sechsten Platz mit dem Doppelvierer. Bei den Weltmeisterschaften in Sarasota wurde er zusammen mit Bram Schwarz Zwölfter im Doppelzweier. 2018 wurden Amos Keijser und Niki van Sprang im Doppelzweier Achte bei den Europameisterschaften in Glasgow, bei den Weltmeisterschaften in Plowdiw wurden die beiden Siebte. 2019 folgte der fünfte Platz bei den Europameisterschaften in Luzern. Der siebte Rang bei den Weltmeisterschaften 2019 in Linz/Ottensheim bedeutete einen Quotenplatz für die Niederlande bei den nächsten Olympischen Spielen, diesen sollten dann allerdings mit Melvin Twellaar und Stef Broenink zwei andere Ruderer einnehmen.
Wegen der COVID-19-Pandemie fanden die Europameisterschaften 2020 erst im Oktober in Posen statt. Niki van Sprang und Guillaume Krommenhoek belegten den vierten Platz im Zweier ohne Steuermann mit 0,44 Sekunden Rückstand auf die Drittplatzierten. Bereits im April 2021 folgten die Europameisterschaften in Varese. Krommenhoek und van Sprang wurden Fünfte mit sechseinhalb Sekunden Rückstand auf die Medaillenränge. Kurz darauf gewannen die beiden die letzte Qualifikationsregatta für die Olympischen Spiele in Tokio. In Tokio traten 13 Boote zum Zweier-Wettbewerb an. Nach einem zweiten Platz im Vorlauf belegten die beiden Niederländer in ihrem Halbfinale den vierten Rang. Als Sieger des B-Finales erreichten die beiden den siebten Platz in der Gesamtwertung.
Bei den Europameisterschaften 2022 in München traten Krommenhoek und van Sprang mit dem Achter an und gewann die Silbermedaille mit viereinhalb Sekunden Rückstand auf die Briten. Einen Monat später siegten die Briten bei den Weltmeisterschaften in Račice u Štětí mit einer Sekunde Vorsprung vor den Niederländern. 2023 bei den Europameisterschaften in Bled erruderte der niederländische Achter die Bronzemedaille hinter Briten und Rumänen, wobei die Niederländer 0,52 Sekunden Rückstand auf die Sieger hatten. Drei Monate später bei den Weltmeisterschaften in Belgrad war Niki van Sprang in den Vierer ohne Steuermann gerückt. Zusammen mit Ruben Knab und den Brüdern Ralf und Rik Rienks belegte er mit dem Vierer den vierten Platz, vier Sekunden hinter den Medaillenrängen und fast acht Sekunden vor den Fünftplatzierten.